# پتردیل
پتردیل (به انگلیسی: Patterdale) یک روستا و محله مدنی در بریتانیا است که در منطقه ادن واقع شده‌است. پتردیل ۵۰۱ نفر جمعیت دارد.